# Lew Wallace
Lewis „Lew” Wallace (n. 10 aprilie 1827, Brookville⁠(d), Indiana, SUA – d. 15 februarie 1905, Crawfordsville, Indiana, SUA) a fost un avocat american, general al Uniunii în Războiul Civil American, guvernator al Teritoriului New Mexico, om politic, diplomat și scriitor din Indiana. Wallace a scris romane și biografii, fiind cel mai bine cunoscut pentru romanul de ficțiune istorică Ben-Hur: A Tale of the Christ (1880), ce a fost considerat „cea mai influentă carte creștină din secolul al XIX-lea”.
Cariera militară a lui Wallace a inclus participarea activă în Războiul Mexicano-American și Războiul Civil American. El a fost numit general adjutant al forțelor din Indiana și a comandat Regimentul 11 de Infanterie din Indiana. Wallace, care a ajuns la gradul de general, a participat la Bătălia de la Fort Donelson, Bătălia de la Shiloh și Bătălia de Monocacy. De asemenea, el a făcut parte din comisia militară pentru judecarea conspiratorilor la asasinarea lui Lincoln și a condus ancheta militară asupra lui Henry Wirz, comandant confederat al lagărului de prizonieri de la Andersonville.
Wallace a demisionat din Armata SUA în noiembrie 1865 și pentru o scurtă perioadă a servit ca general-maior în Armata Mexicană, înainte de a se întoarce în Statele Unite ale Americii. A fost numit guvernator al Teritoriului New Mexico (1878–1881) și a activat ca ambasador al SUA în Imperiul Otoman (1881–1885). Wallace s-a retras la casa lui din Crawfordsville, Indiana, unde a continuat să scrie până la moartea sa, în 1905.

## Scrieri
- The Fair God; or, The Last of the 'Tzins: A Tale of the Conquest of Mexico (Boston: James R. Osgood and Company, 1873.)[10]
- Commodus: An Historical Play (Crawfordsville, IN: privately published by the author, 1876.) Revised and reissued in the same year.[11]
- Ben-Hur: A Tale of the Christ (New York: Harper and Brothers, 1880.)[12]
- The Boyhood of Christ (New York: Harper and Brothers, 1888.)[13]
- Life of Gen. Ben Harrison (bound with Life of Hon. Levi P. Morton, by George Alfred Townsend), (Philadelphia: Hubbard Brothers, 1888.)[14]
- Life of Gen. Ben Harrison (Philadelphia: Hubbard Brothers, 1888.)[15]
- The First Christmas from Ben-Hur (New York: Harper and Brothers, 1899.)[16]
- Life and Public Services of Hon. Benjamin Harrison, President of the U.S. With a Concise Biographical Sketch of Hon. Whitelaw Reid, Ex-Minister to France [by Murat Halstad] (Philadelphia: Edgewood Publishing Co., 1892.)
- The Prince of India; or, Why Constantinople Fell (New York: Harper and Brothers, 1893.) Two volumes.[17]
- The Wooing of Malkatoon [and] Commodus (New York: Harper and Brothers, 1898.)[18]
- Lew Wallace: An Autobiography (New York: Harper and Brothers, 1906.) Two volumes.[19]

### Biografii
- Boomhower, Ray E. (2005). The Sword and the Pen. Indianapolis: Indiana Historical Society Press. ISBN 0-87195-185-1.
- McKee, Irving (1947). "Ben-Hur" Wallace: the Life of General Lew Wallace. Berkeley: University of California Press.
- Morsberger, Robert E. and Katharine M. Morsberger (1980). Lew Wallace: Militant Romantic. New York: McGraw-Hill. ISBN 0-07-043305-4.
- Stephens, Gail (2010). Shadow of Shiloh: Major General Lew Wallace in the Civil War. Indianapolis: Indiana Historical Society Press. ISBN 978-0-87195-287-5.
- Wallace, Lew (1906). Lew Wallace: An Autobiography. New York: Harper & Brothers Publishers.

### Alte lucrări
- Compilation of Works of Art and Other Objects in the United States Capitol. Prepared by the Architect of the Capitol under the Joint Committee on the Library. Washington: United States Government Printing House. 1965.
- Brockman, Paul, and Dorothy Nicholson (12 septembrie 2005). „Lew Wallace Collection, 1799–1972 (Bulk 1846–1905)” (pdf). Collection Guide. Indiana Historical Society. Accesat în 10 septembrie 2014.
- Hanson, Victor Davis (2002). „Lew Wallace and the Ghosts of the Shunpike”.  În Cowley, Robert. What If? 2: Eminent Historians Imagine What Might Have Been. Berkley Books. ISBN 978-0-425-18613-8.
- Leepson, Marc (2007). Desperate Engagement: How a Little-Known Civil War Battle Saved Washington, D.C., and Changed American History. Thomas Dunne Books/St. Martin's Press. ISBN 0-312-36364-8.
- Lighty, Shaun Chandler. The Fall and Rise of Lew Wallace: Gaining Legitimacy Through Popular Culture. Teză de masterat, Miami University, 2005. Disponibilă online pe ohiolink.edu Arhivat în 4 martie 2016, la Wayback Machine..
- Swansburg, John. „The Incredible Life of Lew Wallace, Civil War Hero and Author of Ben-Hur”, 26 martie 2013, Slate (revistă online).
- Swansburg, John. „Lew Wallace a Life in Artifacts”, 26 martie 2013, Slate (revistă online).